# Sofía Jack
Sofía Jack (Figueras, 1969) es una artista española que usa el dibujo, la fotografía y la escultura.
Se licenció en Bellas Artes por la Universidad Complutense de Madrid. Posteriormente amplió su formación con Gerhard Richter, Zush, Vito Acconci y Katherina Sieverding. Asimismo, recibió diversas becas, entre ellas destacan las otorgadas por la Fundación Barrié de la Maza (HDK, Berlín), Unión Fenosa y la Academia de Historia, Arqueología y Bellas Artes en Roma, así como premios de la Fondazione Antonio Ratti (Italia) y del Colegio de Ingenieros de Caminos de Madrid.

"Mi práctica artística se desarrolla a través de diversas disciplinas, entre ellas destacan el dibujo y la animación digital. A lo largo de los proyectos que he ido desarrollando, abordó la compleja e incómoda negociación entre la utopía y la realidad, y es el espacio doméstico el lugar elegido para este encuentro."
Sofía Jack

## Biografía
Desde comienzos de la década de los noventa, y tras su licenciatura en Bellas Artes por la Universidad Complutense de Madrid, la obra de Sofía Jack ha combinado medios como la fotografía y las formas tridimensionales (objetos, esculturas, maquetas), y de manera prioritaria el dibujo y la animación digital. Y han sido fundamentalmente estos dos últimos lenguajes los que le han servido para crear un discurso donde invita al espectador a que se involucre en unas narraciones fragmentarias y, a primera vista, desconcertantes. La cárcel, el cuadrilátero de boxeo, el gimnasio o el hogar se convierten en espacios metafóricos donde la artista traslada cuestiones psicológicas complejas e indaga sobre nuestros hábitos y comportamientos. 
En sus papeles de pequeño formato, realizados en los últimos años, recrea, a través del carboncillo, lugares cotidianos que remiten a la intimidad; la casa y sus espacios aparecen dibujados con precisión y desde una actitud aséptica o distante. Como referente ha utilizado fotografías de la primera mitad del pasado siglo que captan arquitecturas racionalistas, interiores y mobiliarios que suponían la quintaesencia de la actualidad, el estilo y el confort para unas nuevas, y por primera vez amplias, clases medias. Esos espacios domésticos que encarnaron la racionalidad moderna le sirven a Jack para indagar en su reverso y en cómo lo humano, los deseos, miedos, afectos y sentimientos resquebrajan una idea de razón y orden que se convierte en utopía. 
No por casualidad una de sus últimas exposiciones llevó como título «Todo lo sólido se desvanece en el aire», que remitía al texto de Marshall Berman, publicado en 1982, donde el autor neoyorquino (partiendo del pensamiento de Marx) analiza la experiencia de la modernidad desde sus propias grietas, como «mito ilustrado» que aloja la irracionalidad en su misma aspiración de racionalidad.

## Obras
- La línea de sombra (1999-2000)
- Gimnasio (1999)
- Circo (1997)